# Воронин, Олег Владимирович
Олег Владимирович Воро́нин, (рум. Oleg Voronin, род. 4 ноября 1962, Криулень, Молдавская ССР, СССР) — молдавский политик и бизнесмен. Сын третьего Президента Республики Молдова Владимира Воронина. Предприниматель 2013 года в Молдове по результатам конкурса "Топ 10 для Молдовы".

## Образование
- В 1979 году окончил среднюю школу в городе Унгены.
- В 1984 году окончил Кишинёвский Государственный Университет, факультет биологии, специальность «Почвоведение».
- Выпускник Российской Академии государственной службы при Президенте Российской Федерации, специальность «Государственное и Муниципальное Управление», Экономист – специалист по финансам и кредиту.
- В 2011 году защитил диплом Мастера в Управлении и Администрации (MBA) Лондонской Высшей Школы Бизнеса.

## Профессиональная карьера и бизнес
Оперировал компаниями в области финансов и банков, с/х, в частности виноградарства, производства вина и защиты растений, а также в области электроники и техники.
- С 1984 по 1986 работал в НПО «Виерул» по специальности. С 1986 был аспирантом лаборатории биофизики в этом же НПО.
- В 1989 году основал фирму BIOTEX, где работал директором. Фирма занималась производством и экспортом строительных материалов, безвирусного посадочного материала плодовых и ягодных культур, импортом электроники, средств защиты растений. Занимался производством систем автоматизированного учета и разработкой первых компьютерных программ для бухгалтерии.
- С 1993 года стал директором компании Metal Market srl (впоследствии преобразованная в MoldConctructMarket srl), крупной фирмы, занимающей строительством, импортом-экспортом различных товаров, в том числе, метала, леса и др.
- В 1992 году, совместно с другими предприятиями, участвовал в основании коммерческого банка FinComBank, один из первых коммерческих банков Республики Молдова.

В 2013 году, в рамках мероприятия «Топ 10 для Молдовы», организованный одним из национальных телеканалов Молдовы, Олег Воронин был назван предпринимателем года. По данным опроса общественного мнения IMAS, он набрал 5,8 процента голосов граждан.

## Политическая деятельность
В марте 2011 году вступил в Партию коммунистов Республики Молдова.
Считает, что в небогатых странах государственная политика должна быть ближе к социал-демократической доктрине.
Некоторые аналитики считают Олега Воронина одним из возможных преемников Владимира Воронина на пост председателя ПКРМ.

## Увлечения
Горные лыжи, мотоциклы, дайвинг.